# Килако
Килако (исп. Quilaco) — посёлок в Чили. Административный центр одноимённой коммуны. Население — 1612 человек (2002). Посёлок и коммуна входит в состав провинции Био-Био и области Био-Био.
Территория коммуны — 1123,7 км². Численность населения — 3831 житель (2007). Плотность населения — 3,41 чел./км².

## Расположение
Посёлок расположен в 133 км юго-восточнее административного центра области — города Консепсьон и в 39 км юго-восточнее административного центра провинции — города Лос-Анхелес.
Коммуна граничит:
- на севере — с коммуной Санта-Барбара
- на востоке — с коммуной Альто-Биобио
- на юге — с коммунами Лонкимай, Куракаутин
- на западе — с коммуной Мульчен

## Демография
Согласно сведениям, собранным в ходе переписи Национальным институтом статистики,  население коммуны составляет 3831 человек, из которых 1983 мужчины и 1848 женщин.
Население коммуны составляет 0,19 % от общей численности населения области Био-Био. 55,52 %  относится к сельскому населению и 44,48 % — городское население.